# Labidosa
Labidosa – rodzaj ćmy zaliczanej do rodziny zwójkowatych.
Gatunki
- Labidosa ochrostoma (Meyrick, 1918)
- Labidosa sogai Diakonoff, 1960